# オーダ (小惑星)
オーダ (1144 Oda) は、小惑星帯の小惑星の一つ。軌道は小惑星帯の中でもかなり外側の方に位置するが、ヒルダ群よりは内側にある。
カール・ラインムートがハイデルベルクのケーニッヒシュトゥール天文台で発見した。ドイツ語の女性の名前が付けられたが、正確な由来は不明である。
2010年2月に三重県で掩蔽が観測された。